# Golar LNG
Golar LNG Limited è una società bermudiana attiva nella progettazione e gestione di piattaforme galleggianti per la trasformazione del gas naturale liquefatto (GNL).

## Storia

### Gotaas-Larsen Shipping Corporation
Nel 1946 Harry Irgens Larsen e Trygve Gotaas fondarono la Gotaas-Larsen Shipping Corporation, attiva nelle spedizioni internazionali e venduta nel 1963 al conglomerato statunitense IU International Corporation. Negli anni 1970 l'azienda fece il suo ingresso nel mercato del trasporto di gas naturale liquefatto (GNL) con l'acquisto della metaniera Hilli. Nel 1973 la metaniera Golar Patricia è affondata in seguito ad un'esplosione al largo delle Isole Canarie.
Tornata indipendente nel 1979, l'azienda nel 1988 ha venduto le proprie azioni in Royal Caribean e Admiral Cruises a Carnival Cruise Line per 260 milioni di dollari statunitensi. Nello stesso anno Gotaas-Larsen è stata acquistata dai fratelli britannici David e Frederick Barclay per 670 milioni di dollari statunitensi; a quell'epoca l'azienda risultava essere controllata da una società liberiana e avere sede a Hamilton, Bermuda, con uffici a Londra e Oslo.
Nel 1997 l'azienda singaporiana Osprey Maritime ha acquistato Gotaas-Larsen. Nell'agosto 2000 World Shipholding (controllata da John Fredriksen) ha iniziato l'acquisizione di Osprey, scorporando nel 2001 le attività di Gotaas-Larsen con la costituzione di Golar LNG, incorporando inoltre Seatankers Management Company.

### Golar LNG
Golar LNG dopo la fondazione è stata quotata presso la Borsa di Oslo nel 2001, rimanendovi fino al delisting nel 2012, e presso il Nasdaq nel 2002.
Nel 2003 l'azienda ha firmato un accordo per il leasing di cinque metaniere (Golar Freeze, Golar Gimi, Golar Hilli, Golar Khannur e Golar Spirit).
Nel 2007 ha costituito la controllata Golar LNG Partners LP (GMLP). Nello stesso anno ha ottenuto da Petrobras il suo primo contratto per la fornitura di due noleggi a lungo termine delle metaniere Golar Spirit e Golar Winter da impiegare come unità galleggiante di produzione, stoccaggio e scarico (FSRU). La Golar Spirit è stata la prima metaniera convertita in FSRU.

## Attività

### Flotta
La flotta comprende tre FLNG (delle quali tre in costruzione) e una metaniera, tutte registrate al porto di Majuro, nelle Isole Marshall:
- Fuji LNG: costruita nel 2004, è in corso dal 2024 la sua riconversione in FLNG la cui conclusione è prevista per il 2027;
- Golar Arctic: costruita nel 2003, è utilizzata come metaniera;
- Golar Gimi: costruita nel 1976, è in corso dal 2023 la sua riconversione in FLNG la cui conclusione è prevista per il 2025;
- Hilli Episeyo: costruita nel 1975 e riconvertita in FLNG nel 2017, è noleggiata alla compagnia francese Perenco per le sue attività in Camerun;

La flotta storica comprende diverse navi vendute o non più in attività tra cui:
- Golar Bear;
- Golar Crystal;
- Golar Freeze;
- Golar Frost;
- Golar Gandria: costruita nel 1977, la nave è stata impiegata come metaniera fino alla vendita nel 2023, venendo destinata alla demolizione;[12]
- Golar Glacier;
- Golar Ice;
- Golar Kelvin;
- Golar Khannur;
- Golar Seal;
- Golar Snow;
- Golar Spirit;
- Golar Tundra: costruita nel 2015, è stata venduta nel 2023 a Snam FSRU Italia S.r.l. e ribattezzata nel 2024 in Italis LNG;
- Golar Winter.